# Antilia Faculae
Antilia Faculae est un ensemble de zones brillantes sur Titan, satellite naturel de Saturne.

## Caractéristiques
Antilia Faculae est centrée sur 11,0° de latitude sud et 187,0° de longitude ouest, et mesure 260 km dans sa plus grande dimension.

## Observation
Antilia Faculae a été découverte par les images transmises par la sonde Cassini.
Elle a reçu le nom d'Antilia, une île ou un archipel mythique réputé se situer entre l'Europe et l'Amérique.